# Черновицкая агломерация
Чернови́цкая агломера́ция — моноцентрическая агломерация с центром в городе Черновцы. Вторая по величине в Западной Украине. Расположена между реками Днестр (в среднем течении), Прутом и Серетом.Исторический центр Буковины, один из крупнейших городов и главных центров западной Украины, пересечение важных транспортных путей. Агломерацию обслуживает Черновицкий международный аэропорт.

## Состав
- город Черновцы
- районы: Черновицкий район (полностью), Днестровский район (частично), Вижницкий район (частично).

## Статистика
- Численность населения — 723,1 тыс. чел.
- Площадь — 4 971 км².
- Плотность населения — 145,5 чел./км².